# ケチョウセンアサガオ
ケチョウセンアサガオ（別名アメリカチョウセンアサガオ、学名: Datura wrightii）は、ナス科の種である。英名では thorn-apple・ downy thorn-apple・ Indian-apple 等別名が多い。北アメリカ原産。
学名はしばしば D. innoxia として引用される。その D. inoxia との命名は、イギリスの植物学者フィリップ・ミラーが最初に1768年に種を記載したとき、ラテン語の innoxia（無害の意味）をスペルミスしたことによる。
かつて、Datura meteloides という名が用いられていたが、今はその名は放棄されている。

## 分布と生育環境
北アメリカ原産で、現在はアフリカ、アジア、オーストラリア、ヨーロッパに分布する。
日本では栽培されているものもあるが、野生状態のものも多く、農耕地の周辺や荒れ地などに見られる。宮沢文吾は『観賞植物図説』（1950年）で、「徳川時代末期に輸入……根はダーリアの塊根に似ているが、通常は一年草と同じく種子をまく」と記している。戦後に広く栽培され、野生化したものが増えつつある。

## 特徴
多年草。茎は淡緑色かやや紫色を帯び、全体に軟毛を密生する。ふつう高さ1メートル (m) 以上になる。葉は長さ8 - 18センチメートル (cm) で、上面は青緑色、下面は軟毛を密生する。羽状脈で、楕円形の葉身を持つ。
開花期は初夏から晩秋まで。花はわずかに紫色を帯びた白色で葉の腋に1個ずつつき、花冠は直径10 - 13 cm前後の漏斗形（トランペット形）で長さ12 - 19 cm、上から見るとほぼ円形だが縁に5個の尾状突起がある。花は夜に開き、最初真っすぐに伸び、後下方に傾斜する。花からは芳香を発する。雌蕊は長さ15 cm、子房は4室、雄蕊は5個で葯は黄白色である。
果実（蒴果）は直径約5 cmの球形でほぼ等長のトゲがあり、下向きに垂れる。熟すと不規則に割れて裂開し、種子を分散する。種子は径5ミリメートル (mm) の扁平で、全体に褐色であるが縁は肥厚して淡色。分散のもう一つの手段は、果実が持つトゲであり、動物の毛に付着し遠方へ運ばせるものである。種子はハイバネーション機能を持っており、土壌中で何年も生きることが可能。種子だけでなく、この植物の全体がデリリアントとして作用し、オーバードーズをもたらす可能性が高い。

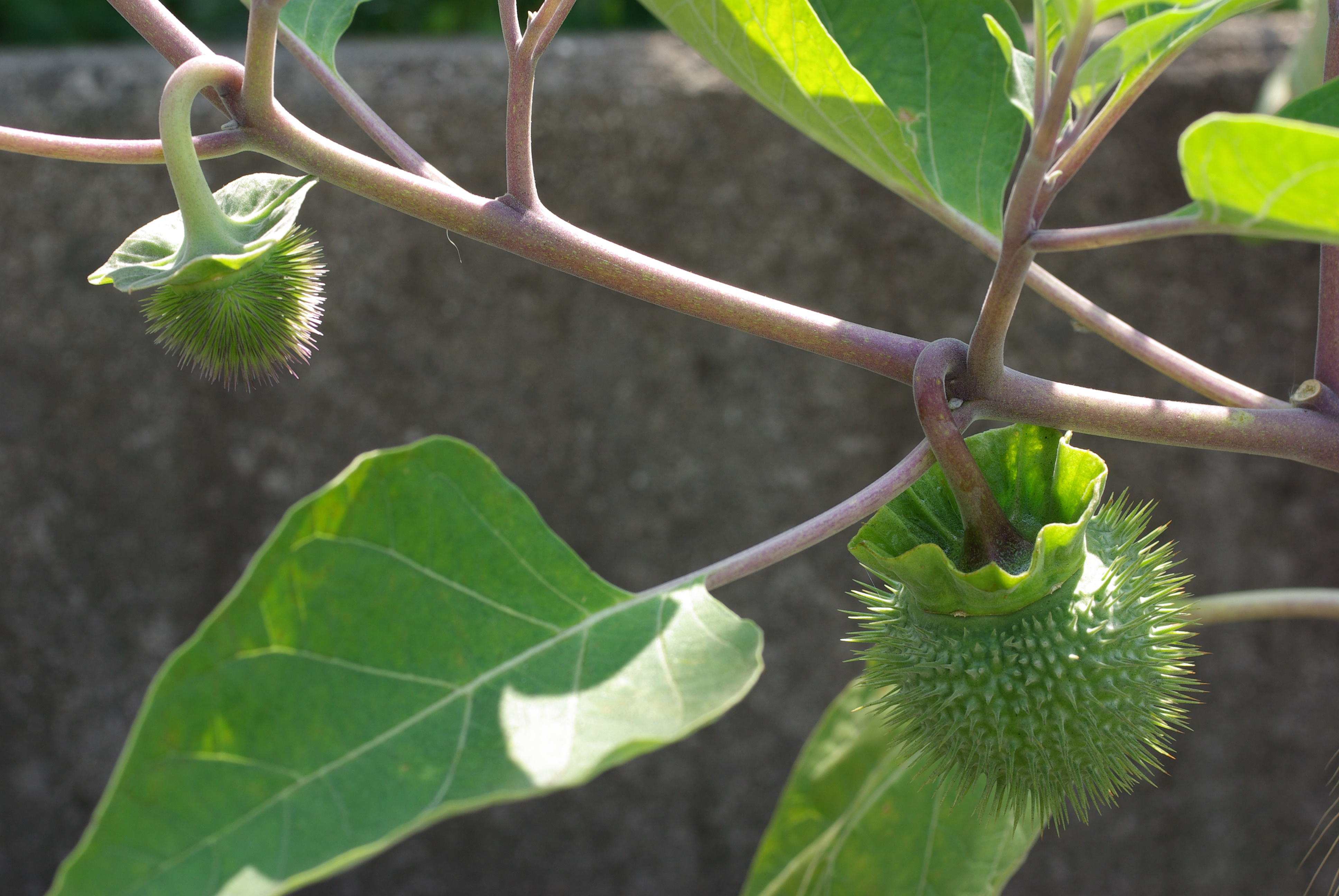
未熟果
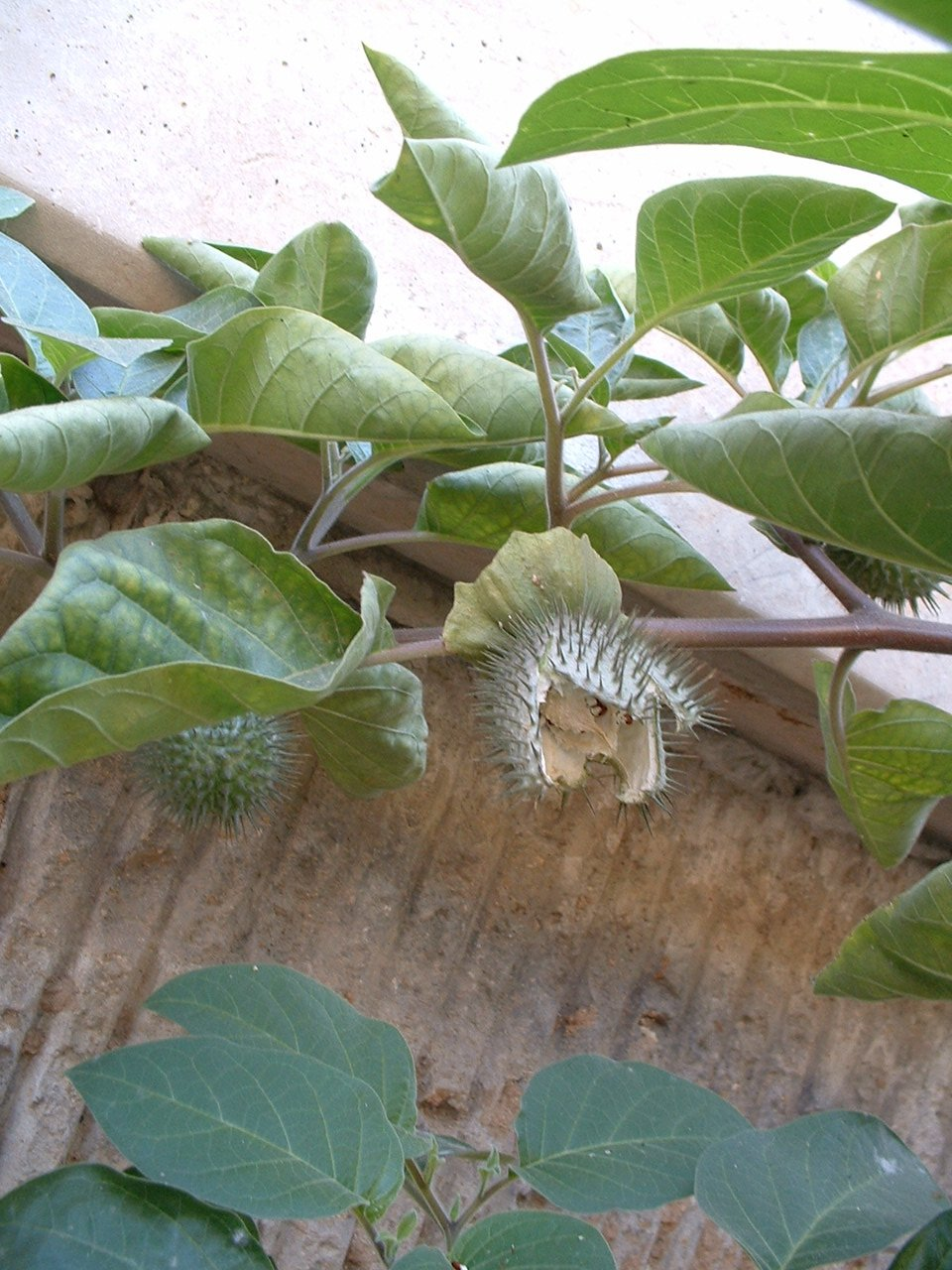
熟し開いた果実

## 毒性
全体が有毒であり、摂取すると死に至ることがある。
国や地域によっては、購入や売却、または育成することが禁止されている。

## 栽培と用途
栽培する場合、通常、種子から栽培されているが、根茎を凍結保存し翌年の春に植えることもできる。
ケチョウセンアサガオは、他のチョウセンアサガオの種と同様、非常に有毒なアルカロイドであるアトロピン、スコポラミン(ヒヨスチン）、およびヒヨスチアミンが含まれている。
アステカ人はplant toloatzinと呼び、スペインによる征服以前の長い間、それらの成分の鎮痛剤としての作用を見出し、傷の湿布など多くの治療目的のために使用した。
多くのアメリカ原住民は、幻覚や通過儀礼のための幻覚剤としてこの植物を使用している。古代において効果的な疼痛緩和のためにアルカロイドを使用する点においては、高度な有毒植物であるマンドレイク、ベラドンナ、ヒヨスに非常に類似している。
中毒症状は通常、現実と空想を識別する能力の完全な無力化、高体温、頻脈、奇行（おそらく暴力的な行動）、および痛みを伴う光過敏の結果による重度の瞳孔拡大であり、これらの症状が数日間続く。
顕著な健忘も報告されている。
この植物の毒性が現れるにはおおまかに5:1のバラツキがあり、それが成長している年齢や、地域の気象条件に依存する。
この広いバラツキは、ケチョウセンアサガオを薬剤として使用するにあたって非常に危険なものとされる。
伝統的な文化では、被害が生じないように、豊富な経験と詳細な植物の知識を持っている必要があった。
しかし、このような知識は現代文化では通用していない。
1990年代と2000年代に米国メディアは、青年および若年成人が意図的にチョウセンアサガオを摂取してから、死にかけたり、重病になったことを報じている。
また、その魅力的な大きな葉、大きな白い花、そして独特の厄介な果物の観賞植物として、世界中で植えられている。
しかし現在、いくつかの場所で外来種と考えられている。
例えば綿とその生活環の類似性のため、綿畑では厄介者となっている。また、潜在的な種子汚染物質である。

## 類似種
ケチョウセンアサガオは、チョウセンアサガオ( Datura metel )と早期の科学文献で混同されることもあり、よく似ている。
チョウセンアサガオは、同様の効果が11世紀のペルシャのイブン・スィーナーによって記述されたことからわかるように旧世界の植物である。
またシロバナヨウシュチョウセンアサガオは小さな花や鋸歯縁の葉を持っていることで異なり、Datura wrightiiは、広い5裂の花（ケチョウセンアサガオでは5条の筋があり浅く10裂する）を持っていることで異なる。
ケチョウセンアサガオは縁から1〜3mm程度でアーチによって吻合する葉の中肋の両側に約7〜10支脈を持っている点で、シロバナヨウシュチョウセンアサガオ・チョウセンアサガオとは異なる。
他の類似する4種と異なり、二次葉脈の吻合はない。